# Limba friulană

Limbile romanice retice - Friulana e cu verde

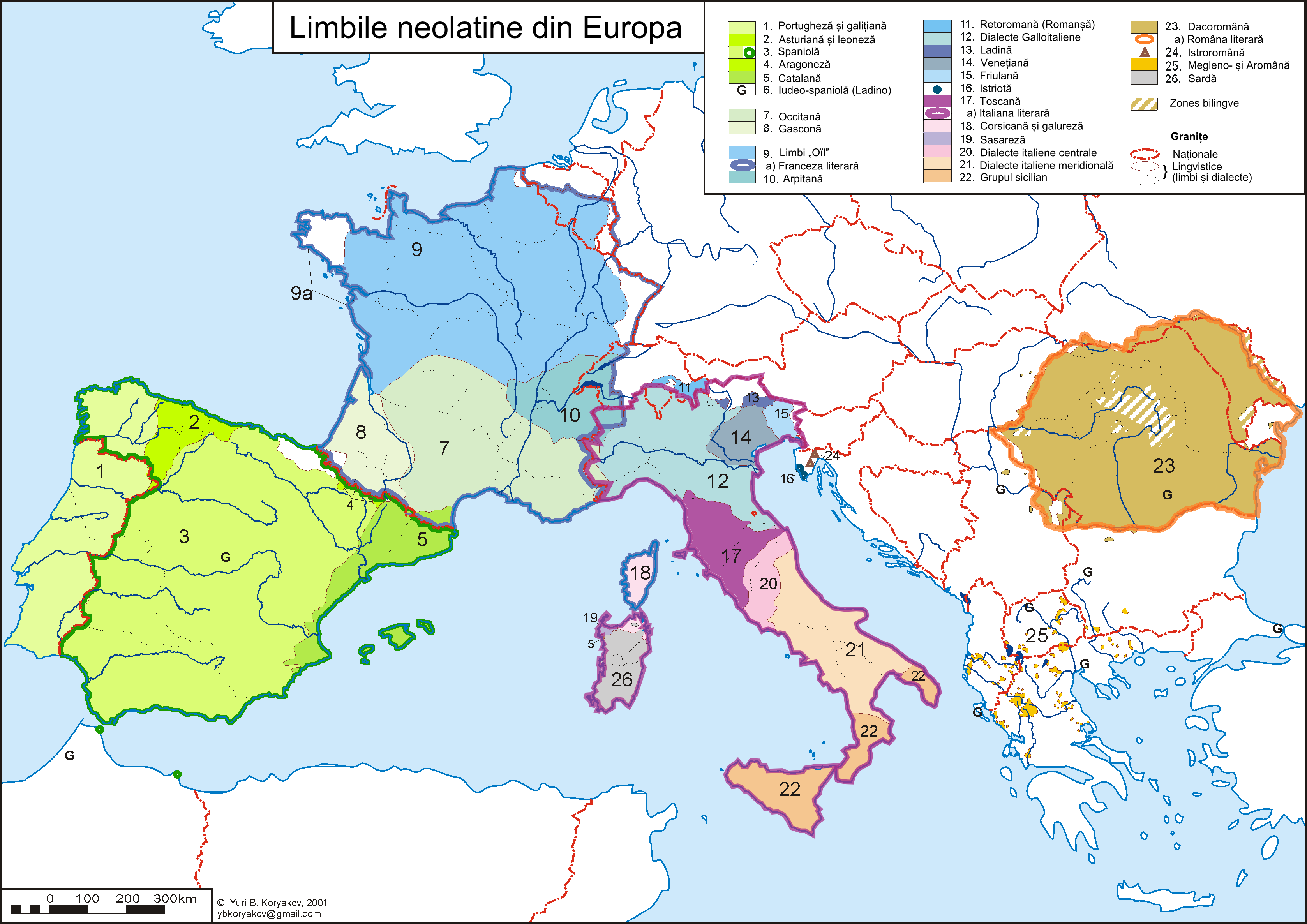
Limbile romanice

Friulana sau limba friulană (în friulană  furlan (ajutor·info) sau denumită cu afecțiune marilenghe, în italiană friulano) este o limbă romanică aparținând grupei limbilor romanice retice, vorbită în regiunea Friuli-Venezia Giulia, situată în nord-estul Italiei. Friulana numără aproximativ 600.000 de vorbitori nativi, a căror vastă majoritate vorbesc și italiana. Este adeseori denumită și „ladina estică”, întrucât ladina și friulana sunt puternic înrudite.
Spre deosebire de ladină, vorbită de mult mai puțini vorbitori (circa 30.000), dar care a fost foarte conservativă, friulana s-a îndepărtat de "matca" inițială suferind influențe multiple din partea limbilor care au înconjurat-o: germana, italiana, venețiana și slovena. Documente scrise în friulană sunt atestate încă din secolul al XI-lea. De ex. se cunoaște un registru cu nume proprii de la sfârșitul secolului al XIII-lea. Literatura în friulană, atât poezie cât și proză, datează de la începutul secolului al XIV-lea. În secolul al XX-lea a apărut din nou un interes crescător pentru această limbă rețiană, care continuă și azi.

## Poeți și scriitori faimoși
- Ermes di Colorêt (secolul al 16-lea)
- Pietro Zorutti (secolul al 19-lea)
- Pier Paolo Pasolini (secolul al 20-lea)

## Gramatică

### Fonologie
Vocalele lungi sunt tipice pentru limba friulană.  Acest fapt a determinat o influență semnificativă pentru pronunția atât în friulană cât și în italiană.
Distincția pe care friulana o face între vocale lungi și vocale scurte este evidentă în perechi minimale (în ortografia oficială, vocalele lungi sunt marcate printr-un accent circumflex).
lat	(lapte)
lât	(mers, dus)
fis	(compact, dens)
fîs	(fii)
lus	(lux)
lûs	(lumină)
Dialectele friulanei diferă în modul de a trata vocalele lungi. În unele dialecte vocalele lungi devin diftongi.  Următorul tabel indică cum patru cuvinte (pît - picior, sêt - sete, pôc - mic(ă) și fûc - foc) sunt pronunțate în patru dialecte.  Fiecare dialect utilizează o combinație unică de diftongi (în galben) și monoftongi (în albastru) pentru vocalele lungi.
|     | Vest   | Codroipo | Carnia | Central |
| sêt | [seit] | [se:t]   | [seit] | [se:t]  |
| pît | [peit] | [peit]   | [pi:t] | [pi:t]  |
| pôc | [pouk] | [po:k]   | [pouk] | [po:k]  |
| fûc | [fouk] | [fouk]   | [fu:k] | [fu:k]  |

Consoanele duble (ll, rr, ș.a.m.d.), utilizate frecvent în italiană, sunt aproape absente în friulană.

### Morfologie

#### Articole
În friulană, substantivele care se referă la lucruri lipsite de viață sau concepte abstracte sunt fie masculine, fie feminine. Spre exemplu "il mûr" ("zidul", masculin), "la cjadree" ("scaunul", feminin).
Articolele iau următoarele forme, derivate din latină, ille și unus:
| Articole hotărâte | Articole hotărâte | Articole hotărâte |
| ----------------- | ----------------- | ----------------- |
| Număr             | Masculin          | Feminin           |
| Singular          | il                | la                |
| Plural            | i                 | lis               |

Înaintea unui cuvânt ce începe cu o vocală, ambele pot fi abreviate la l'.
Articolul nehotărât în friulană variază corespunzător cu genul substantivului.
| Articolele nehotărâte | Articolele nehotărâte |
| --------------------- | --------------------- |
| Masculine             | un                    |
| Feminine              | une                   |

De remarcat că aceste forme reprezintă forme standard; în limba vorbită se poate auzi adesea și  el (în friulana nordică) ori al (în friulana sudică și vestică) în loc de il, li (sau las în friulana nordică) în loc de lis și le în loc de la, dar aceste variante trebuiesc evitate în limba friulană scrisă. Vocalele finale, așa cum ar fi -e din une, se pronunță.
Există de asemenea și articol partitiv; are doar o formă, des.  Spre exemplu, des vacjis înseamnă niște vaci.

### Pronume
Tendință de gramaticalizare a pronumelui aton subiect (ca în franceză; ex.: el russignol al cianta „privighetoarea cântă”)